# 1948 في الأرجنتين
فيما يلي قوائم الأحداث التي وقعت خلال عام 1948 في الأرجنتين.

## سياسة

### تعيين في المنصب
- 20 أبريل – ارتورو أمبرتو إيليا عضو مجلس النواب في الأرجنتين.

## كتب
من الكتب التي صدرت هذه السنة في الأرجنتين:
- 1 يناير – النفق من تأليف إرنستو ساباتو.

## مواليد

### فبراير
- 24 فبراير – لويس غالفان لاعب كرة قدم أرجنتيني.

### مارس
- 13 مارس – ألبرتو مانغويل
- 25 مايو – أوسكار مارسيلينو ألفاريس لاعب كرة قدم أرجنتيني.

### مايو
- 25 مايو – أوسكار مارسيلينو ألفاريس لاعب كرة قدم أرجنتيني.

### يوليو
- 21 يوليو – ليتو نيببيا موسيقي أرجنتيني.

### أكتوبر
- 15 أكتوبر – كريس دو بيرغ

### نوفمبر
- 2 نوفمبر – فيكتور غاليندز ملاكم أرجنتيني.